# Dzanar Abbas-Zade
Dzanar Abbas-Zade (Bakoe, 16 maart 1987) is een Nederlandse grafisch ontwerper en art director, bekend om zijn werk met internationale artiesten en merken.
Abbas-Zade werd geboren de Azerbeidzjaanse hoofdstad Bakoe, en verhuisde op negenjarige leeftijd naar Nederland. Hij groeide op in een creatief gezin met een vader die schilder en beeldhouwer was en een moeder die architect was. Hij ontwikkelde op jonge leeftijd een passie voor grafische vormgeving en studeerde af aan het Grafisch Lyceum in Zwolle. Na zijn studie richtte Abbas-Zade zijn eigen bureau op, Dzanar Productions. Hij werkte voor grote namen als Akon, Chris Brown, Ed Sheeran, Kesha en Sam Feldt, waarvoor hij onder andere covers en live visuals ontwierp. In 2021 werkte Abbas-Zade samen met de Amerikaanse rapper G-Eazy aan een NFT-collectie getiteld The Genesis Collection. De collectie werd uitgebracht op het NFT-platform OneOf en bevatte verschillende digitale kunstwerken.